# Piper suffruticosum
Piper suffruticosum är en pepparväxtart som beskrevs av William Trelease. Piper suffruticosum ingår i släktet Piper och familjen pepparväxter. Inga underarter finns listade i Catalogue of Life.